# 北海道別海高等学校
北海道別海高等学校（ほっかいどうべつかいこうとうがっこう、Hokkaido Betsukai High School）は、北海道野付郡別海町にある公立（道立）の高等学校。地元の通称は別高。

## 設置学科
- 全日制課程
  - 普通科
  - 酪農経営科
- 農業特別専攻科（2年間の酪農専門）

## 沿革
- 1950年（昭和25年） - 北海道中標津高等学校西別分校を設置。
- 1952年（昭和27年） - 北海道西別高等学校として独立。
- 1967年（昭和42年） - 西別高等学校を北海道より別海村に移管、北海道別海酪農高等学校に改称。
- 1976年（昭和51年） - 北海道別海高等学校と改称。現校名になる。
- 1978年（昭和53年） - 同校を別海町から北海道に移管。
- 2007年（平成19年） - 定時制酪農科を募集停止し、全日制酪農経営科を設置。
- 2009年（平成21年） - 定時制酪農科を廃止。
- 2024年（令和6年）- 野球部が第96回選抜高等学校野球大会に21世紀枠で初出場。1990年夏（第72回）に出場した中標津高等学校を抜き、甲子園出場校として歴代最東端となる[1]。

## 出身者
- 佐野力三（元別海町長、西別高等学校時代）
- 徳井健太（お笑いタレント「平成ノブシコブシ」）
- 桃野陽介（ロックバンド「monobright」）
- スモーキー永田（自動車整備士）
- 高田ぽる子（お笑いタレント）